# Rudnik (gromada w powiecie myślenickim)
Rudnik – dawna gromada, czyli najmniejsza jednostka podziału terytorialnego Polskiej Rzeczypospolitej Ludowej w latach 1954–1972.
Gromady, z gromadzkimi radami narodowymi (GRN) jako organami władzy najniższego stopnia na wsi, funkcjonowały od reformy reorganizującej administrację wiejską przeprowadzonej jesienią 1954 do momentu ich zniesienia z dniem 1 stycznia 1973, tym samym wypierając organizację gminną w latach 1954–1972.
Uchwałą Prezydium Krajowej Rady Narodowej z 6 września 1946 Gromada Rudnik została odznaczona Orderem Krzyża Grunwaldu III klasy za okazywaną pomoc oddziałom partyzanckim w okresie okupacji. 
Gromadę Rudnik z siedzibą GRN w Rudniku utworzono – jako jedną z 8759 gromad na obszarze Polski – w powiecie myślenickim w woj. krakowskim, na mocy uchwały nr 25/IV/54 WRN w Krakowie z dnia 6 października 1954. W skład jednostki wszedł obszar dotychczasowej gromady Rudnik ad Myślenice ze zniesionej gminy Sułkowice w tymże powiecie. Dla gromady ustalono 19 członków gromadzkiej rady narodowej.
Gromadę zniesiono 1 stycznia 1969, a jej obszar włączono do nowo utworzonej gromady Sułkowice.